# Paradiastema nigrocincta
Paradiastema nigrocincta är en fjärilsart som beskrevs av Aurivillius 1901. Paradiastema nigrocincta ingår i släktet Paradiastema och familjen tandspinnare. Inga underarter finns listade i Catalogue of Life.